# Teclaire Bille Esono
Teclaire Bille Esono (7 de julho de 1988 - 14 de dezembro de 2010) foi uma futebolista nascida no Camarões e radicada na Guiné Equatorial.
Ela faleceu em dezembro de 2010 em decorrência de um acidente de trânsito numa estrada entre Yaoundé e Duala, no Camarões.